# Национален паметник на Виктор Емануил II (Рим)
Националният паметник на Виктор Емануил II (на италиански: Monumento Nazionale a Vittorio Emanuele II), още Олтар на Родината (на италиански: Altare della Patria) или Викториан (на италиански: Vittoriano), е паметник, построен в чест на Виктор Емануил II – първия крал на Обединена Италия, намиращ се в Рим, Италия.
Той заема мястото между площад Венеция и хълма Капитолий. Паметникът е проектиран от Джузепе Сакони през 1885 г., а скулптурите за него са дело на скулптори от цяла Италия, сред които е Анджело Цанели. Той е открит през 1911 г. и е завършен през 1935 г.
Паметникът е изграден от бял мрамор от Ботичино, Бреша, с характерни стълбища, коринтски колони, фонтани, конна скулптура на Виктор Емануил и две статуи на богинята Виктория върху квадрига. Структурата е 135 m широка и 70 m висока. Когато квадригата и крилатите богини са добавени, височината става 81 m.
В основата на структурата се помещава музей на италианското обединение. През 2007 г., е добавен панорамен асансьор към структурата, което позволява на посетителите да се изкачат до покрива за 360-градусова гледка от Рим.
Паметникът привлича голям брой посетители.